# Йоган Гербест
Йоган Ге́рбест (бл. 1540, Нове Місто поблизу Добромиля — 1601, Львів) — польський богослов, педагог, учитель, викладач Познанського університету. Молодший брат Бенедикта, брат Станіслава Гербестів. Професор риторики Академії Любранського.

## Життєпис
Народився у містечку Нове Місто (нині село, Старосамбірський р-н, Львівська обл.). Батько — Станіслав, скромний малоземельний міщанин , жив з праці своїх рук. Родина Гербестів мала підтримку впливових шляхтичів Гербуртів, Тарлів, найбільше — дідичів Нового Міста Бажих.
Отримавши старанне домашнє виховання, зразкову початкову освіту, їде на студії до відділу мистецтва Академії Кракова: почав у зимовому півріччі 1556, закінчив здобуттям ступеня бакалавра 1558 року. 1562-го почав вчителювати в Познані — викладав риторику в Академії Любраньського. Захопився Ціцероном, видав для учнів дві праці, які високо тоді цінувались. Апологетичні та теологічні інтереси проявив у присвяченій Петру та Станіславу Бажим тлумаченню книги Вінцентія Мориненського (1563).
Педагогічну діяльність в Познані перервало 2-річне перебування в Римі (1569—1571), коли мав теологічні студії в керованому єзуїтами кот(л)егіумі німецькому, куди дістався за протекцією Станіслава Варшевіцкого. Після повернення короткий час (до 3 лютого 1572) був проповідником у костелі святої Маґдалени (Познань). Влітку 1572 року був у Швеції як сповідник королеви Катерини Ягеллонки. Поссевін йому — визнавцю ортодоксії — приписав факт утримання в католицькому обряді нестійкої у переконанні королеви. Після повернення влітку 1578 — педагог та місіонер у краї. У 1581—1582 на запрошення Яна Замойського — керівник новофундованої школи парафіяльної в Замості; активний діяч контрреформації на Замостщині. Від 1583 року до смерті був каноніком Львівської капітули РКЦ.
Був похований у криптах латинської катедри Львова.